# جيريمي روي (لاعب هوكي الجليد)
جيريمي روي هو لاعب هوكي الجليد كندي، ولد في 14 مايو 1997 في Richelieu, Quebec ‏ في كندا.

## وصلات خارجية
- جيريمي روي على موقع دوري الهوكي الوطني (الإنجليزية)
- جيريمي روي على موقع EliteProspects.com (الإنجليزية)
- جيريمي روي على موقع HockeyDB.com (الإنجليزية)